# Cielimowo
Cielimowo – wieś w Polsce położona w województwie wielkopolskim, w powiecie gnieźnieńskim, w gminie Niechanowo. Od północy sąsiaduje z Gnieznem. We wsi znajduje się dwór z przełomu XIX i XX wieku, oraz pomnik upamiętniający wizytę papieża Jana Pawła II w 1979 w Gnieźnie. W latach 1975–1998 miejscowość administracyjnie należała do województwa poznańskiego.